# تيد بود
تيد بود هو مسير أعمال وسياسي أمريكي، ولد في 21 أكتوبر 1971 في وينستون-سالم في الولايات المتحدة. نشط حزبياً في الحزب الجمهوري. في انتخابات مجلس النواب الأمريكي 2018 ‏، انتخب عضو مجلس النواب الأمريكي عن دائرة North Carolina's 13th congressional district ‏ خلال فترته النيابية ‏ (2019 – ) وفي انتخابات مجلس النواب الأمريكي 2016، انتخب عضو مجلس النواب الأمريكي عن دائرة North Carolina's 13th congressional district ‏ وقد انضم خلال فترته النيابية ‏ (3 يناير 2017 – 3 يناير 2019) للكتلة البرلمانية الحزب الجمهوري.

## وصلات خارجية
- الموقع الرسمي